# 豫章师范学院
豫章师范学院，简称豫章师院，是中华人民共和国的一所全日制本科公办省属普通高等学校，位于江西省南昌市新建区。
1947年，江西省立南昌乡村师范学校、江西省立社教师范学校、江西省立劳作师范学校和浮梁南昌师范学校合并为江西省立南昌师范学校；1956年，更名为江西省南昌师范学校；1968年，并入江西共产主义劳动大学。1972年，江西共产主义劳动大学新建分校改建为南昌师范学校；2004年，升格为南昌师范高等专科学校；2017年5月，升格为豫章师范学院。

## 专业设置
教育学、管理学、艺术学、工学、文学、理学、法学7个学科门类，专科专业31个，本科专业13个。

### 本科专业
- 教育技术学
- 艺术教育
- 学前教育
- 小学教育
- 特殊教育
- 英语
- 音乐学
- 软件工程
- 数学与应用数学
- 体育教育
- 绘画
- 汉语言文学
- 财务管理

### 专科专业
- 语文教育
- 数学教育
- 现代教育技术
- 英语教育
- 音乐教育
- 美术教育
- 学前教育
- 特殊教育
- 体育教育
- 导游
- 艺术设计
- 科学教育
  - 计算机应用技术
- 旅游管理
- 商务英语
- 建筑室内设计
- 计算机网络技术
- 音乐表演
- 体育运营与管理
- 会展策划与管理
- 社会工作
- 计算机软件技术
- 行政管理
- 社区康复
- 舞蹈表演
- 小学教育
- 应用英语
- 早期教育
- 工艺美术品设计
- 播音与主持
- 旅行社经营管理